# Weinmannia loxensis
Weinmannia loxensis är en tvåhjärtbladig växtart som beskrevs av G. Harling. Weinmannia loxensis ingår i släktet Weinmannia och familjen Cunoniaceae. Inga underarter finns listade i Catalogue of Life.